# هوبرت پرودو
هوبرت پرودو (انگلیسی: Hubert Perrodo; ۲۵ ژانویهٔ ۱۹۴۴ – ۲۹ دسامبر ۲۰۰۶) کارآفرین و صنعت‌گر اهل فرانسه بود، که در سال ۱۹۷۵ شرکت نفتی پرنکو را تأسیس کرد.